# Tagaule
Tagaule is een bestuurslaag in het regentschap Nias van de provincie Noord-Sumatra, Indonesië. Tagaule telt 553 inwoners (volkstelling 2010).